# Catedral de Santa Ana (Mogi das Cruzes)
La Catedral de Santa Ana (en portugués: Catedral Sant'Anna) también conocida como Catedral de Mogi das Cruzes o bien Igreja Matriz de Mogi das Cruzes) es una parroquia situada en Mogi das Cruzes, en Brasil que fue construida en el mismo sitio donde se levantó la primera capilla del asentamiento, y en donde en 1900 se estableció una iglesia destinada a Nuestra Señora de Santa Ana, que es actualmente la sede de la Diócesis de Mogi das Cruzes, erigida en 1962 por el Papa Juan XXIII.
En 1952 fue diseñada por Monseñor Roque Pinto de Barros, el vicario parroquial, una nueva iglesia parroquial.
La construcción del proyecto se inspiró en la arquitectura romana de las primeras iglesias cristianas, su fachada está compuesta de un cuerpo central, que corresponde a la nave central, flanqueada por dos torres. Un conjunto de tres marcos de arco sobresale en la formación del atrio externo. Bajo la torre de la derecha se encuentra el baptisterio.
La Iglesia de Nuestra Señora de Santa Ana, marca el centro histórico inicial de la ciudad de Mogi das Cruzes.